# 藤堂高虎

津城址にある藤堂高虎像

藤堂 高虎（とうどう たかとら）は、戦国時代から江戸時代初期にかけての武将・大名。伊予今治藩主、後に伊勢津藩の初代藩主となる。津藩藤堂家（藤堂家宗家）初代。
藤堂高虎は、黒田孝高、加藤清正と並び、「築城三名人」の一人と称される。数多くの築城の縄張りを担当し、層塔式天守を考案。高石垣の技術をはじめ、石垣上には多聞櫓を巡らす築城の巧みさは、その第一人者といっても過言ではない｡また外様大名でありながら徳川家康の側近として幕閣にも匹敵する実力を持つ、異能の武将であったといえる。

## 系譜
従来、藤堂氏の系譜は村を代表する土豪層とされ、高虎は土豪から大名へとのし上がったとされてきた。しかし、先祖にあたる藤堂景盛が公家の広橋兼宣に仕える侍であったことが明らかになっている。公家侍藤堂氏は、古記録に登場しており、京都にも拠点を持つ有力領主であった。

## 生涯

### 主家転々の時代
弘治2年（1556年）1月6日、近江国犬上郡藤堂村（現・滋賀県犬上郡甲良町在士）の土豪・藤堂虎高の次男として生まれる。母「とら」は多賀良氏の娘であったが、その後、藤堂忠高の養女となっている。
幼名を与吉と名乗った。幼少の頃より人並み外れた体格で、壮年の乳母の乳では足らず､数人の女性の乳を貰ったとされる。性格も荒く、3歳の頃には餅を5つ、6つ食べることもざらで、ケガをしても痛いと言ったことがないと伝わる。13歳の時には、兄の高則よりも背が高く、筋骨逞しい身体であった。兄の戦死後、若くして家督を継いだ。
はじめ近江国の戦国大名・浅井長政に仕え、元亀元年（1570年）の姉川の戦いで父・虎高と共に磯野員昌隊に属して初陣を飾り武功を挙げ、その後宇佐山城攻めでも活躍し長政から感状と脇差を受ける。しかし元亀3年（1572年）同僚の山下某を勲功を巡る争論の末切り捨てて逃走。この時高虎は大紋の羽織を裏返して着用し、追手の者が「大紋を着た者を見なかったか」と尋ねても誰もわからなかったという。
天正元年（1573年）に小谷城の戦いで浅井氏が織田信長によって滅ぼされると、浅井氏の旧臣だった山本山城主阿閉貞征に厚遇されて仕えるが、同僚の阿閉那多助・広部文平が自分の指示に従わなかったため殺害し浪人となる。なお、この時に渡辺了と交流している。
次いで同じく浅井氏旧臣の小川城主磯野員昌の家臣として80石で仕えた。やがて信長の甥・織田信澄が佐和山城に入るとこれに仕えるが（『諸家深秘録』）、加恩もなかったので長続きしなかった（母衣衆の者と喧嘩をしている）。

### 恩人・秀長との出会い
天正4年（1576年）に、信長の重臣・羽柴秀吉の弟・羽柴秀長（豊臣秀長）に300石で仕える。この時に冠名を与右衛門に改めている（『公室年譜略』）。
天正5年（1577年）10月、羽柴秀長が3000兵を率いて但馬に進軍し岩洲城・竹田城を攻め落とす。高虎は居相政貞の案内で竹田城へ奇襲に成功し、1,000石加増され足軽大将となる。ただし、高虎が120騎を率いて行った尾代谷・古城山一揆衆攻めでは激しい抵抗や栃谷城の塩冶左衛門尉の攻撃に苦戦し、多くの犠牲を出しながら高虎が一騎で一揆衆と栃谷の者を打ち破る苦戦の様子が伝えられている。
翌年三木合戦に従軍する。天正8年（1580年）正月鷹の尾城攻めの最中、別所友之の家老・加古六郎右衛門と戦い、半刻（一時間）の戦闘の末これを討ち取り、六郎右衛門の愛馬「加古黒」を所持した。同月17日に三木城は落城し、戦功により2,000石の加増を受ける。
天正9年（1581年）、主君羽柴秀長の領国で起きた但馬小代一揆平定に取り掛かる。高虎は七美郡小路比村の小代大膳ら92名を討つために大屋村の栃尾加賀祐善・居合肥前真守政熙と謀り合い攻撃するが、瓜原某が加勢した敵方の攻撃に押され高虎は股を負傷して退却する。また蔵垣村の戦いでは落馬の危機に逢うも祐善の子・栃尾源左衛門善次の助けで帰営するなど苦戦が見られた。同年、 一色修理太夫義直の娘を妻に迎える。
但馬国の土豪を討った功績により羽柴秀長から3,000石の所領を加増され、鉄砲大将となった。秀長のもとでは中国攻め、賤ヶ岳の戦いなどに従軍する。賤ヶ岳の戦いで佐久間盛政を銃撃して敗走させ、戦勝の端緒を開く抜群の戦功を挙げたため、1,300石を加増された。小牧・長久手の戦いでは峯城・松ヶ島城攻めで武功あり。
天正13年（1585年）の紀州征伐に従軍し、10月に湯川直晴を降伏させ、山本主膳を斬った。戦後は紀伊国粉河に1万石の領地を与えられた。猿岡山城、和歌山城の築城に当たって普請奉行に任命される。これが高虎の最初の築城である。同年の四国攻めにも功績が有り、秀吉から5,400石をさらに加増され、1万石の大名となった。方広寺大仏殿（京の大仏）建設の際には、材木を熊野から調達するよう秀吉から命じられている。
天正14年（1586年）、関白となった秀吉は、秀吉に謁見するため上洛することになった徳川家康の屋敷を聚楽第の邸内に作るよう秀長に指示、秀長は作事奉行として高虎を指名した。高虎は渡された設計図に警備上の難点があるとして、独断で設計を変更、費用は自分の持ち出しとする。のちに家康に引見され、設計図と違う点を尋ねられると、「天下の武将である家康様に御不慮があれば、主人である秀長の不行き届き、関白秀吉様の面目に関わると存じ、私の一存で変更いたしました。御不興であれば、ご容赦なくお手討ちください」と返した。家康は高虎の心遣いに感謝したという。
天正15年（1587年）の九州征伐では根白坂の戦いで島津軍に攻められた宮部継潤を救援する活躍を見せて2万石に加増される。この戦功により、秀吉の推挙を受けて正五位下・佐渡守に叙任する。天正17年（1589年）、北山一揆の鎮圧の拠点として赤木城（現三重県熊野市紀和町）を築城した。また高虎によって、多数の農民が田平子峠で斬首された。当地では「行たら戻らぬ赤木の城へ、身捨てどころは田平子じゃ」と、処罰の厳しさが歌となって残っている。

### 大名時代
天正19年（1591年）に秀長が死去すると、甥で養子の羽柴秀保（豊臣秀保）に仕え、秀保の代理として翌年の文禄の役に出征している。文禄4年（1595年）に秀保が早世したため、出家して高野山に上るも、その将才を惜しんだ秀吉が生駒親正に説得させて召還したため還俗し、5万石を加増されて伊予国板島（現在の宇和島市）7万石の大名となる。
慶長2年（1597年）からの慶長の役にも水軍を率いて参加し、漆川梁海戦では朝鮮の武将・元均率いる朝鮮水軍を殲滅するという武功を挙げ、南原城の戦いと鳴梁海戦にも参加し、帰国後に大洲城1万石を加増されて8万石となる。この時期に板島丸串城の大規模な改修を行い、完成後に宇和島城に改称している。朝鮮の官僚・姜沆を捕虜にして日本へ移送したのもこの時期である。

### 関ヶ原の戦い

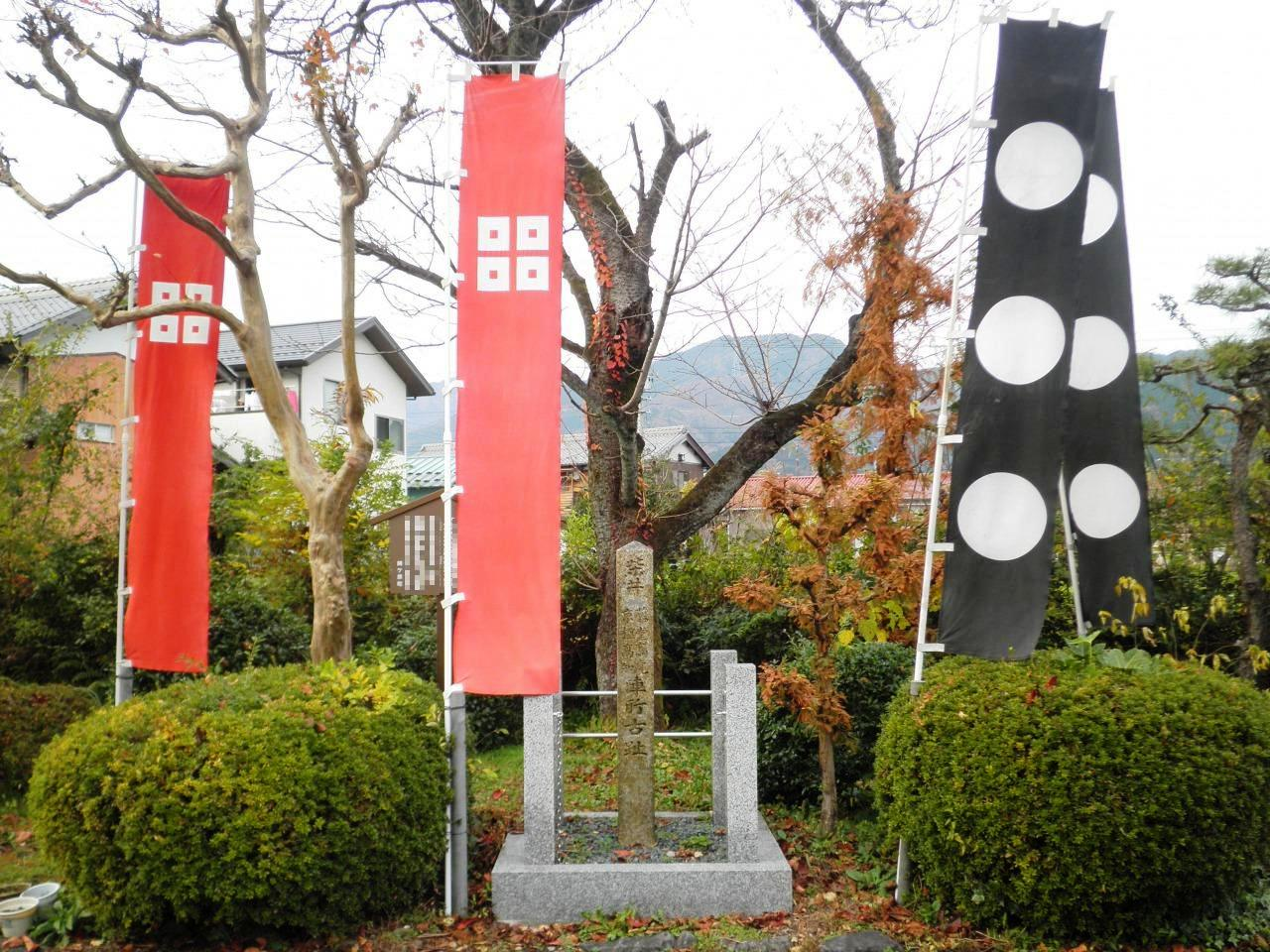
関ヶ原の戦いの藤堂高虎・京極高知陣跡（岐阜県不破郡関ケ原町）

慶長3年（1598年）8月の秀吉の死去直前から、徳川家康に接近する。高虎は元々家康と親交を有しており豊臣氏の家臣団が武断派・文治派に分裂すると、高虎は徳川家康側に与した。
慶長5年（1600年）、家康による会津征伐に従軍し、その後の河渡川の戦いに参戦する。9月15日の関ヶ原本戦では早朝、大谷吉継を相手に戦闘を行った。その後、山中へ転戦して石田三成と戦ったとされる。また、留守中の伊予国における毛利輝元の策動による一揆を鎮圧している（毛利輝元の四国出兵）。更に近江時代の人脈を大切にし脇坂安治や小川祐忠、朽木元綱、赤座直保らに対して、東軍への内応工作を行っている。戦の終結後､脇坂安治は東軍との仲介に感謝して高虎へ貞秀の太刀を送っている。
戦後、これらの軍功により家康からはそれまでの宇和島城8万石の安堵の他、新たに今治城12万石が加増され、合計20万石となった。これにより、高虎は新たな居城を今治城に定めて改築を行い、宇和島城には高虎の従弟藤堂良勝が城代として置かれた。
天正年間の天守は望楼型天守が主流であったが、構造上無理があることから、不安定で風や地震に弱く、必ず屋根裏の階ができるため使い勝手が悪かった。
今治城では新たに層塔型天守を創建した。これは矩形の天守台を造成し、その上に規格化された部材を用いて全体を組み上げたもので、構造的な欠陥が解消されるばかりか、各階別に作事が可能なことから工期も短縮できた。以後､高虎がこの様式を江戸城をはじめとする城郭普請に採用したことで、高虎の新型天守は近世における天守建築の主流となった。

### 家康の忠臣

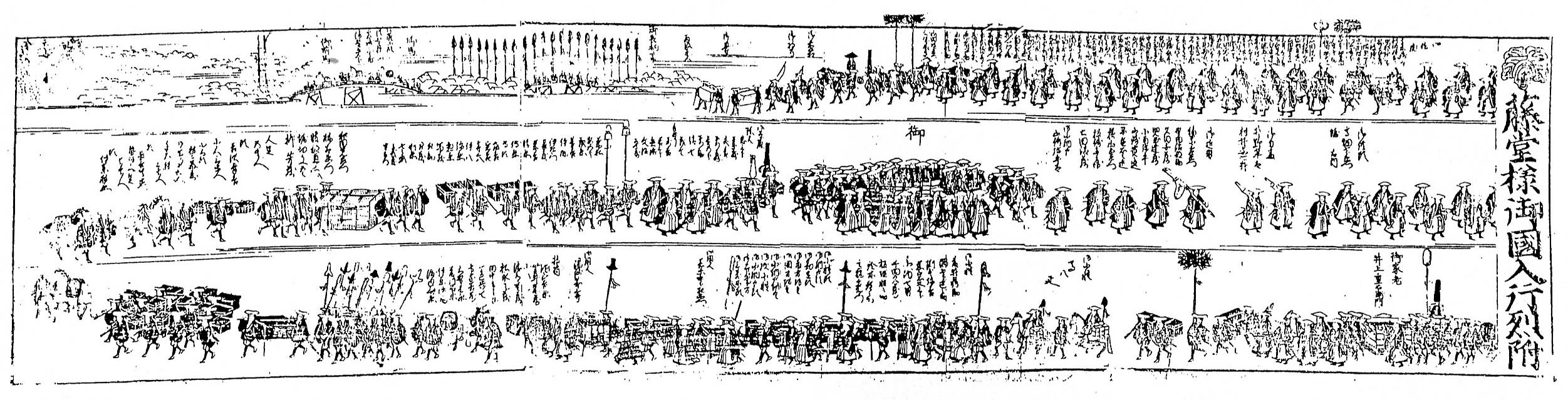
藤堂様御国入行列附版画/伊賀文化産業協会蔵

その後、高虎は徳川家の重臣として仕え、江戸城改築などにも功を挙げたため、慶長13年（1608年）に伊賀上野藩主・筒井定次の改易と伊勢津藩主・富田信高の伊予宇和島藩への転封で今治城周辺の越智郡2万石を飛び地とし、伊賀国内10万石、並びに伊勢安濃郡・一志郡内10万石で計22万石に加増移封され、津藩主となる。今治城は高虎の養子であった藤堂高吉を城代として治めさせた。この伊賀国における筒井氏から藤堂氏への交代は、家康の対豊臣策の一環として理解するのが妥当で、豊臣恩顧大名でありながら、家康の側近ともいえる高虎に伊賀を与えたことは、大坂方を刺激することなく、しかも確実に徳川方勢力を上方方面に食い込ませる家康の戦略によるものであった。
慶長19年（1614年）からの大坂冬の陣では徳川方として参加する。翌年の大坂夏の陣でも徳川方として参戦し、自ら河内方面の先鋒を志願して、八尾において豊臣方の長宗我部盛親隊と戦う（八尾の戦い）。この戦いでは長宗我部軍の猛攻にあって、一族の藤堂良勝や藤堂高刑をはじめ、600人余りの死傷者を出している。戦後、その功績により伊賀国内と伊勢鈴鹿郡・安芸郡・三重郡・一志郡内で5万石を加増され計27万石になり、同年閏6月には従四位下に昇任した。しかし、この戦いで独断専行を行った家臣の渡辺了と衝突、決別している。
高虎はこの戦いの戦没者供養のため、南禅寺三門を再建（創建当時の三門は文安4年（1295年）に焼失していた）釈迦三尊像及び十六羅漢像を造営・安置している。梅原猛によれば、この釈迦如来像は岩座に坐し、宝冠をかぶった異形の像であり、高虎若しくは主君である徳川家康の威厳を象徴しているのではないかという（釈迦如来像は蓮華座に坐し飾りをつけないのが通例）。また、常光寺の居間の縁側で八尾の戦いの首実検を行ったため、縁側の板は後に廊下の天井に張り替えられ、血天井として現存している。
家康死去の際には枕元に侍ることを許され、家康没後は第2代将軍徳川秀忠に仕えた。

### 晩年の働き
元和3年（1617年）新たに伊勢度会郡田丸城5万石が加増され、弟正高が下総国で拝領していた3000石を津藩領に編入し、これで津藩の石高は計32万3000石となった。
なお、田丸5万石は元和5年（1619年）に和歌山城に徳川頼宣が移封されてくると紀州藩領となり、藤堂家には替地として大和国と山城国に5万石が与えられた。
元和6年（1620年）に秀忠の五女・和子が入内する際には自ら志願して露払い役を務め、宮中の和子入内反対派公家の前で「和子姫が入内できなかった場合は責任をとり御所で切腹する」と言い放ち、強引な手段で押し切ったという（およつ御寮人事件）。寛永4年（1627年）には自分の敷地内に上野東照宮を建立している。
一方で内政にも取り組み、上野城と津城の城下町建設と地方の農地開発、寺社復興に取り組み、藩政を確立させた。また、幕府の命令で陸奥会津藩と讃岐高松藩、肥後熊本藩の後見を務め、家臣を派遣して藩政を執り行った。

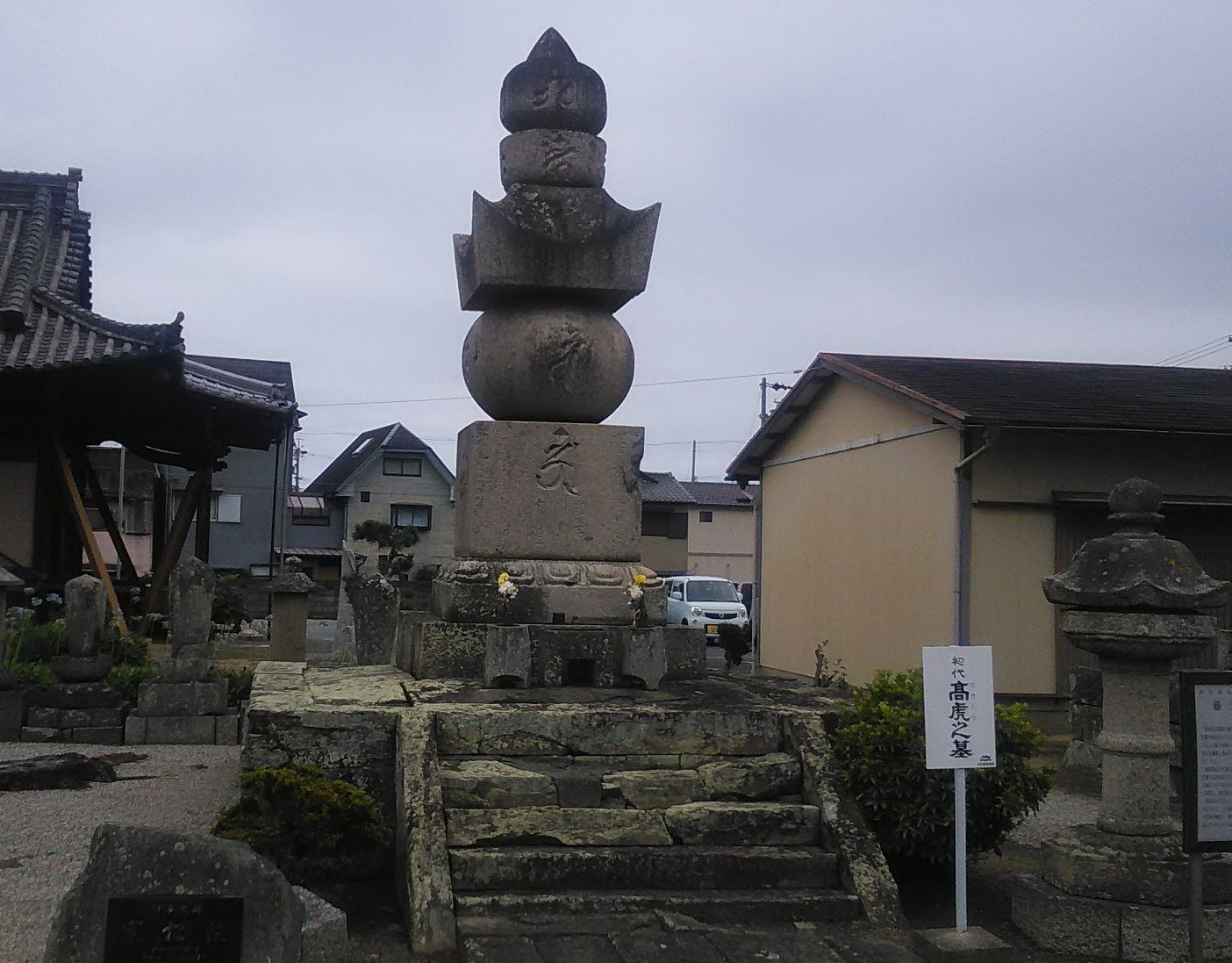
藤堂高虎の墓(津市寒松院)

寛永7年（1630年）10月5日に江戸の藤堂藩邸にて死去。享年75。戒名は「寒松院殿前伊州林道賢高山権大僧都」。天海僧正は「寒風に立ち向かう松の木」の意味をもって、寒松院と命名した。後を長男の高次が継いだ。養子の高吉は高次の家臣として仕え、後に伊賀名張に転封、分家を興した（名張藤堂家）。
墓は東京都台東区上野恩賜公園内の寒松院。また、三重県津市の高山神社に祀られている。屋敷は東京都千代田区神田和泉町他にあった（町名の和泉町は高虎の官位和泉守にちなむ）。

## 人物・逸話

### 幼少期
『高山公実録』所収の『玉置覚書』に「幼少の頃より人並外れた体格で、壮年の乳母の乳では物足りず、数人の女性の乳を貰った」と記される。また「性格は荒く、三歳の時に餅を5つ6つ平らげることはざらもなく、怪我をしても痛いとは言わなかった。」ともあり、更に13歳の頃には兄・高則の身長を遥かに超えていたという。
『公室年譜略』永禄11年（1568年）の項に「小谷の郷に賊がおり、在家に取り籠った。父虎高・兄高則はこれを聞いて捕らえに行こうとしたところ、公（高虎）も共に行きたいという。まだ幼少であったため、虎高は許さずに帰らせた。公は家に帰り、父の指替の刀を取ってすぐにかの家に至った。ひそかに裏口に隠れて賊が出てくるのを狙っていたところ、虎高・高則が表より戸を押し破って入り、賊は裏口より逃げ出た。公は速やかに切り伏せ、その首を包んで帰った。父は大いに悦んだ」とある。これを聞いた人々は舌を巻き、大いに感嘆したという。

### 身体的特徴
身長は6尺2寸（約190センチメートル）を誇る大男だったと言われている。
高虎の遺骸は「体中疵だらけで、玉疵・鑓疵もあり、右の薬指・小指はちぎりて爪もないし、左の中指も一寸ほど短くなっていて、右足の親指の爪もなかったとされる」（『平尾留書』）。
元和9年（1623年）頃から眼病を患っており、寛永7年（1630年）には失明してしまった。

### 家紋「藤堂蔦」
当初は「酢漿草」を用い、「白餅」・「黒餅」は旗指物に用いていた。のちに「蔦」を定紋とし、裏紋または替紋として「酢漿草」を使用している。

### 政治家
高虎の政治思想は、豊臣秀長の周辺に結集した当代きっての文化人の影響を受けている。その筆頭が千利休であり、秀長の重臣達は、利休や利休の高弟達と交流し、茶湯をはじめとする室町時代以来の伝統文化を担う素養を磨き、それをもとに政治的な才覚を研ぎ澄ました 。
三大築城名人の1人と言われるほどの城郭建築の名人として知られる。慶長の役では順天倭城築城の指揮をとった。この城は明・朝鮮軍による陸海からの攻撃を受けたが、全く敵を寄せ付けず撃退に成功し、城の堅固さが実戦で証明された。また層塔式天守築造を創始し、幕府の天下普請で伊賀上野城や丹波亀山城などを築いた。本領の津藩のほかに幕府の命で、息女の輿入れ先である会津藩蒲生家と高松藩生駒家、さらには加藤清正死後の熊本藩の執政を務めて家臣団の対立を調停し、都合160万石余りを統治した。これらの大名家は、高虎の存在でかろうじて家名を保ったと言え、彼の死後はことごとく改易されている。

### 高虎と餅
講談、浪曲『藤堂高虎、出世の白餅』では、阿閉氏の元を出奔し浪人生活を送っていた若き日の高虎（当時は与右衛門）が空腹のあまり、三河吉田宿（現・豊橋市）の吉田屋という餅屋で三河餅を無銭飲食し、そのことを店主の吉田屋彦兵衛に正直に白状して謝罪した。だが彦兵衛に「故郷に帰って親孝行するように」と諭され路銀まで与えられる。吉田屋の細君もたまたま近江の出であったという。後日、大名として出世した高虎が参勤交代の折に立ち寄り、餅代を返したという人情話が伝えられている。ちなみに高虎の旗指物は「三つ餅」。白餅は、「城持ち」にひっかけられているともいう。なお参勤交代の際の主人は三代目中西与右衛門というもので、彼の先祖は織田信長に清州屋として仕え、本能寺の変の後吉田宿で酒問屋を始めたという。
この逸話は「中川蔵人日記」天保10年（1839年）5月24日七つ半の時に記された話で、中川が中西与右衛門のもとを訪ねた際に「吉例の餅」を出され、高山様（高虎）が召し上がられてから以降、入宿の際には主人が麻裃にて餅を搗くのが習慣である、という話を聞いた、と書き記している。

### 対人関係
高虎は後述の加藤嘉明や加藤清正ら急進的武断派とは折り合いが悪かったとされているが、交友関係は広い人物であった。豊臣秀長時代には横濱一庵や小堀遠州と親しくし、親戚関係に発展している。また中井正清ら大工衆とも親しく、大坂の陣では中井と共に攻城図を作成している。脇坂安治ら近江土豪衆とも親しく、関ヶ原の戦いや大坂の陣後に登用したり御家安堵などの援助を見せている。以心崇伝とは正室・久芳院を通した親戚関係にあり、彼の寺院修築に力を貸すことがしばしばであった。
高虎は一生に7回も主君を変えたことから、「渡り奉公人」の代表格といってよい武将である。武士は一生を一人の主君に尽くすべきであるとする江戸時代の封建的道徳の影響で、これまであまり評価されなかった。「渡り奉公人」とは、自らの才覚に自信があり、大身をめざす自尊心が高く、主君との関係は双務的で対等に近いものであった。高虎のような「渡り奉公人」は、この時代の京都や大坂といった大都市には大量に滞留していたのであり、高虎が特に変わっているとはいえないのである。また、高虎は21歳の時に羽柴秀長に仕えて以降はその家が断絶するまで忠義を尽くし、秀吉に仕えた際もその存命中は他の豊臣家臣と同様に忠義を尽くし、家康に接近したのはその没後のことである。高虎の生き方は必ずしも主君への忠義を否定したものではなかったと言える。
晩年は御三家や徳川忠長、老中の土井利勝や酒井忠世、伊達政宗や前田利常、立花宗茂、丹羽長重、堀直寄、毛利秀元らと交流が深かった。

#### 家臣への対応
他家に仕官しようと暇乞いをする者があった時は､翌日に茶会を催し、その座で太刀を与え、もし仕官先が思わしくなかった時には、再仕官してもよいことを告げた。実際に立ち戻った家臣には、もとの知行高を保証したとされる（『古今記聞』）。
高虎が伏見に滞在中、遊びで家を破産させた5人の家臣が出たとの報告を受ける。5人のうち3人が博打、2人は遊女通いで金を使い果たし、自分の差料・領地・屋敷を質に入れている始末だった。これに対し高虎は、遊女につぎ込んだ者は追放処分とし、博打の者は減知の上百日間の閉門として家中に残した。この処分について聞いた家臣に対して「女好きは物の役に立たないが、博打好きな奴は相手に勝とうとする気概がある」と言い、家臣達は高虎の思慮深さに感心したという。

#### 伊賀忍者との関わり
高虎は慶長19年（1614年）、伊賀郷士10名を「忍び衆」として登用し、上野城下に屋敷を与えた（忍町）。また「下人」を間諜活動に使っていたとされる。
高虎の死後、正保2年（1645年）に「忍び衆」は聞こえが悪いため「伊賀者」に改称され20名となるが、享保2年（1717年）に16名に減らされ加番奉行の役宅に入れられた。
実際に高虎が命じた役目は参勤交代の警固・御殿や城内の監視・武士や町人、百姓の観察であったとされる。幕末には異国船探索も命じられていた。
伊賀では670ヶ所に屋敷跡が確認されており、藩内では「無足人（足すことの無い士）」として扱われた。これは苗字帯刀が許されるが俸禄のない郷士制度であり普段は半農半士として農業に従事していた。寛保元年（1741年）の記録では1900名余り、天明3年（1783年）には1200名余り確認されている。

#### 加藤嘉明との対立
慶長2年7月の唐島海戦の論功行賞の席上、一番乗りをめぐって対立をした。その時は高虎の戦功が認められたのであるが、それ以来、いざこざが絶えなかった。
高虎の領地が今治藩、嘉明のそれが伊予松山藩と隣接していたことも事情にあるとされる。決定的なのが慶長9年（1604年）、高虎の養子・高吉の家臣が同僚ともめた挙句斬殺して嘉明の領内・拝志城下へ逃げ込んだ事件である。高虎と嘉明の家臣は身柄引渡しを巡って対立し、一触即発の状態となったが、高吉が責任を取り野村郷にて蟄居したことで武力衝突が免れた。この事件は後に「拝志騒動」と呼ばれている。
後年、陸奥会津藩主の蒲生氏が嗣子無く改易されたとき、徳川秀忠は高虎に東北要衝の地である会津を守護させようとした。しかし高虎は「私は老齢で遠方の守りなどとてもできませぬ」と辞退した。秀忠は「では和泉（高虎）は誰がよいと思うか」と尋ねると､加藤嘉明を推挙した。高虎と嘉明は朝鮮出兵の巨済島海戦での論功行賞を巡って対立し、領国も隣り合わせで家臣らの間でも騒動が絶えなかった。秀忠がこれについて案じたが、高虎は｢嘉明とは､私事・公事は別である。会津は要衝なので、剛勇で技量の優れた嘉明らが適任だ｣と答えている。寛永4年2月、赴任中の嘉明は江戸の藤堂屋敷を訪ね、高虎に今までの無礼を詫びたという。これ以後、二人は昵懇の仲になったとされている（『高山公言行録』）。

#### 家康との逸話
- 高虎は、豊臣秀長の意を受けて家康と直接手紙をやりとりした。これらのなかには、家康が高虎個人に宛てた陣中見舞いもあり、後年の両者の親密な関係の基礎が、この時代に築かれていたことが察せられる[62]。
- 元和2年（1616年）4月1日、病状が悪化した家康は堀直寄を呼び、「国家に万一のことがあれば高虎を先鋒とし、彦根の井伊を二陣とせよ。汝はその中間に備えて横槍をせよ」と遺言したとされる[63]。『忠勤録』には国に何かあるときは高虎を一番槍に、二番槍は井伊直孝にと命じた。そのためか、藤堂家と井伊家は幕末まで転封がなかった[63]。
- 高虎は自分が死んだら嫡子の高次に伊勢から国替えをしてほしいと家康に申し出た。家康が理由を訊ねると「伊勢は徳川家の要衝でしかも上国でございます。このような重要な地を不肖の高次がお預かりするのは分に過ぎます」と答えた。しかし家康は「そのような高虎の子孫ならこそ、かかる要衝の地を守らねばならぬ。かつて殉死せんと誓った二心の無い者たち（前述）に守らせておけば、もし天下に大事が起こっても憂いが無いというもの。そちの子孫以外に伊勢の地を預けられる者などおらぬ」と述べたという[64][65]。
- 秀忠がある日開いた夜話会で、高虎は泰平のときの主の第一の用務は家臣らの器量を見抜き、適材適所につけて十分に働かせることと述べた。次に人を疑わないことが大切で、上下の者が互いに疑うようになれば心が離れてしまい、たとえ天下人であろうと下の者が心服しないようになれば、肝心のときに事を謀ることもできず、もし悪人の讒言を聞き入れるようなことになれば、勇者・智者の善人を失うであろうと語った。家康はのちにこの高虎の言葉を聞いて大いに感動したという[66]。
- 元和2年（1616年）、他界する10日前に家康は高虎を枕頭に招き、「世話になったが､来世ではそなたと会えぬのがつらい」と涙したという[63]。その家康の言葉に高虎は「来世でも大御所様に仕えるつもりです。私は日蓮宗ですが、大御所様の宗旨である天台宗に改宗しますので、来世でもお仕えすることができます」と答えたとされる（『西嶋八兵衛留書』）[67]。

#### 秀忠との逸話
秀忠が二条城を改修する際に高虎に城の設計図の提出を求めた。これを受けて高虎は2枚の設計図を献上した。秀忠はなぜ2枚の設計図を提出したのか、と高虎に尋ねると「案が一つしか無ければ、秀忠様がそれに賛成した場合私に従ったことになる。しかし二つ出しておけば、どちらかへの決定は秀忠様が行ったことになる」と申した。高虎はあくまで二条城は将軍が自身で選び抜いた案によって改築した物だとするために、2枚の設計図を献上したのである。これは将軍である秀忠を尊重するための行いであった。
秀忠も高虎を信頼し、御三家を交えての歓談などでしばしば高虎を招いている。高虎が亡くなる4ヶ月前の登城では、土井利勝を使いにやらせ、秀忠自身が三の丸まで出迎え、眼病の高虎が渡りやすいように廊下の曲がりを正す命令を出している。別れの際には「（廊下を）この通り良くしたので、明日もぜひ登城せよ」との言葉をかけて見送っている。高虎はこの厚意に感動し、涙を流している。

#### 家光との逸話
三代将軍徳川家光からの信頼も絶大であった。元和4年7月から寛永7年2月23日まで継続して高虎と酒宴・食事や茶会・能楽・猿楽を楽しんでいる。
上記の廊下の正しの逸話では、帰りの三の丸廊下の屈曲すべてを調査し、正すように命令を出している。

## 系譜
- 父：藤堂虎高（1516-1599）

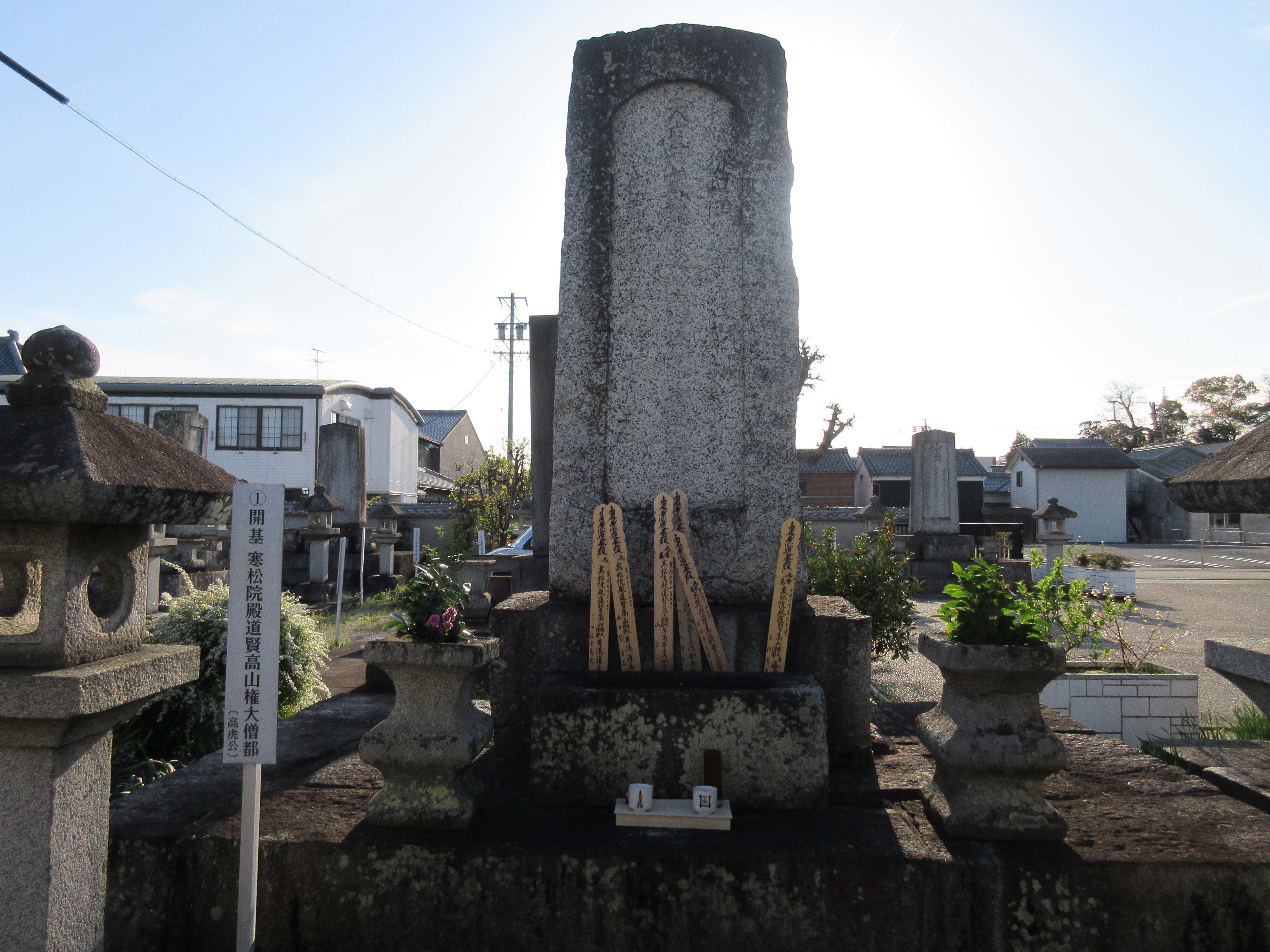
藤堂高虎墓碑（伊賀市）三重県伊賀市上野新町2745上行寺境内

- 母：藤堂忠高の娘 - 多賀良氏の娘・盛との説もある
  - 本人：藤堂高虎
  - 正室：久芳院 - 一色義直の娘
  - 継室：松寿院 - 長連久の娘
    - 嫡男：藤堂高次（1602-1676）
    - 男子：藤堂高重（?-1631） - 次男、佐兵衛佐
    - 女子：亀姫（1608-1660）[68] - 蒲生忠郷正室、後に専修寺堯朝室
    - 女子：藤堂忠季室
    - 女子：前野小助室
    - 養子
    - 男子：藤堂高吉（1579-1670） - 丹羽長秀の三男
    - 女子：藤堂高刑室 - 織田信清の娘
    - 女子：岡部宣勝正室 - 桑山元晴の娘
    - 女子：小堀政一正室 - 藤堂良政の娘
    - 女子：生駒正俊正室

## 家臣
| - 青木忠兵衛 - 青山四郎兵衛 - 赤井直義 - 赤尾嘉兵部 - 赤尾久右衛門 - 赤沢冨士右衛門 - 浅井井頼 - 浅井席次 - 浅井理右衛門 - 浅井吉政 - 浅木氏正 - 浅木一氏 - 粟屋伝右衛門 - 粟房次左衛門 - 居合政貞 - 居合政熙 - 飯田権之丞 - 井上助右衛門 - 井上豊一 - 井口半左衛門 - 池田秀氏 - 石田武長 - 石田武清（高虎落胤説あり） - 市田氏吉 - 稲葉猪之介 - 稲葉家盛 - 今井次郎助 - 磯野行尚 - 磯野行信 - 入交信 - 入交重信 - 入交惣左衛門 - 内海重次 - 梅原亀之介 - 梅原武次 - 梅原武政 - 梅原万助 - 大木長右衛門 - 大島景倫 - 大須賀七兵衛 - 大津伝十郎 - 岡部佳賢 - 岡本安貞 - 小川次郎兵衛 - 小川元政 - 奥村五郎左衛門 - 奥山右近 - 押川正重 - 織田昌澄 - 越知一盛 - 越知太左衛門 - 落合左近 - 落合半兵衛 - 乙女五郎作 - 小野兵右衛門 - 小野元長 - 小浜直隆 - 梶田正真 - 角川主水 - 角田卜亮 - 加納正成 - 蒲生郷舎 - 蒲生郷成 - 蒲生源三郎 - 柏木五右衛門 - 柏木兵左衛門 - 栢原新兵衛 - 川波家貞 - 菅達長 - 菊川正保 - 岸田遠近 - 岸田喜右衛門 - 九鬼広隆 - 葛原元庸 - 久徳陏右衛門 - 栗田宗徳 - 栗田正行 - 桑名一友 - 桑名一重 - 桑名吉成 - 神田通定 - 神田通明 - 小嶋伝介 - 米野覚右衛門 - 小森伊豆 - 小森氏則 - 佐伯惟定 - 猿山金三郎 - 坂井外記 - 坂井直義 - 佐久間勘右衛門 - 桜木弥十郎 - 佐宗忠左衛門 - 沢田忠次 - 沢田元次 - 沢満廉 - 沢満清 - 七里勘十郎 - 島川専助 | - 清水新介 - 白井長胤 - 白井延胤 - 新宮行朝 - 杉田源藤助 - 杉山左門 - 宿毛甚左衛門 - 周参見氏長 - 須知定信 - 須知吉正 - 鈴木正勝 - 関屋小右衛門 - 関理右衛門 - 高橋甚内 - 高畑主税 - 鷹山嘉兵部 - 滝岡助左衛門 - 竹中二郎兵衛 - 竹村兵吉 - 瀧野久弥 - 田中内蔵丞 - 田中庄兵衛 - 田辺五兵衛 - 田辺茂左衛門 - 田辺兵作 - 玉置長春 - 玉置之久 - 玉置之次 - 玉置直正 - 玉置直長 - 玉置直宗 - 玉置直秀 - 玉置藤内蔵 - 多羅尾四郎兵衛 - 多羅尾光尚 - 長連房（高虎継室・松寿院の兄） - 辻又右衛門 - 津田数馬 - 鶴原泰正 - 藤堂家信 - 藤堂氏勝 - 藤堂一之 - 藤堂重方 - 藤堂重政 - 藤堂高清 - 藤堂高経 - 藤堂高刑 - 藤堂高久 - 藤堂高吉 - 藤堂忠重 - 藤堂忠道 - 藤堂忠光 - 藤堂忠季 - 藤堂正高 - 藤堂正綱 - 藤堂元則 - 藤堂良勝 - 藤堂良重 - 藤堂良次 - 藤堂良政 - 藤堂可政 - 百々太郎兵衛 - 栃尾祐善 - 栃尾善次 - 友田吉家 - 友田吉直 - 友松猪兵衛 - 内藤半左衛門 - 苗村岩見 - 中尾小十郎 - 中小路市蔵 - 中小路宗久 - 中村重久 - 中村新右衛門 - 中村恒正 - 中西九左衛門 - 中西文兵衛 - 中根清賢 - 長屋一信 - 長屋若狭 - 南部藤兵衛 - 西川九郎兵衛 - 西内九郎兵衛 - 西嶋八兵衛 - 野依時 - 野崎家次 - 野崎家長 - 野嶋次兵衛 - 萩森重綱 - 橋本平兵衛 - 服部少助 - 服部庄左衛門 - 服部竹助 - 服部平左衛門 - 服部保久 - 服部康次 - 服部康成（藤堂康成） - 花崎左京（藤堂左京） - 浜市右衛門 | - 林五郎左衛門 - 疋田常重 - 平尾勘七 - 平松喜蔵 - 深井吉親 - 福永弥五右衛門 - 藤掛勘十郎 - 淵本権右衛門 - 古田内蔵助 - 細井主殿介 - 細井正勝 - 保田元則 - 堀信家 - 堀七右衛門 - 堀彦八郎 - 牧野斉 - 松尾統幸 - 松井甚吾 - 松原十右衛門 - 松本雅楽 - 松本与三郎 - 真野頼包 - 馬渕広定 - 三上与兵衛 - 水谷喜平治 - 三田村伝左衛門 - 三塚権左衛門 - 三塚次兵衛 - 箕浦家次 - 箕浦忠光 - 壬生太郎作 - 宮部勘左衛門 - 宮部源兵衛 - 向井大之助 - 村井九蔵 - 村井成直 - 村井捻兵衛 - 桃田金平 - 森石見 - 森九郎左衛門 - 森八次 - 森六蔵 - 矢倉秀親 - 矢倉兵右衛門 - 安波三郎左衛門 - 安波伝左衛門 - 柳田景則 - 柳田忠光 - 藪田清右衛門 - 山岡兵部 - 山岸喜太郎 - 山田甚右衛門 - 山田善兵衛 - 山田資治 - 山田正吉 - 山本伝左衛門 - 山本木工 - 山中為次 - 矢守太郎介 - 湯浅右近 - 湯浅正寿 - 横濱正幸 - 吉田内蔵之介 - 吉田長次 - 吉田元直 - 米村一忠 - 米村一長 - 米村一玄 - 米村弥五兵衛 - 依岡吉兵衛 - 若原良長 - 渡辺掃部（高虎落胤説あり） - 渡辺金六 - 渡辺作左衛門 - 渡辺甚兵衛 - 渡辺忠右衛門 - 渡辺守 - 渡辺内膳 - 渡辺吉 - 渡辺了 - 和田真斉 - 力石角兵衛 |

## 関連作品

### 藤堂高虎を主題とする作品
小説
- 徳永真一郎『影の人藤堂高虎』（毎日新聞社1987年、のちPHP文庫1990年）
- 村上元三『藤堂高虎』（徳間文庫1992年、のち学陽書房人物文庫2008年）
- 高野澄『藤堂高虎』（学研M文庫2002年）
- 火坂雅志『虎の城』（祥伝社2004年、のち文庫2007年）
- 羽生道英『藤堂高虎』（PHP文庫2005年）
- 横山高治『藤堂高虎』（創元社2008年）
- 安部龍太郎『下天を謀る』（新潮社2009年）

楽曲
- 真山隼人『高虎歌年譜』
- さくらゆき『七夜の星』（詞：遠野ゆき、曲：小池勝彦）

### その他の作品
映画
- 『バトル・オーシャン 海上決戦』（2014年、キム・ミョンゴン（朝鮮語版））

テレビドラマ
- 『徳川家康』（1983年、NHK大河ドラマ、前田昌明）
- 『春日局』（1989年、NHK大河ドラマ、ト字たかお）
- 『秀吉』（1996年、NHK大河ドラマ、徳秀樹）
- 『葵 徳川三代』（2000年、NHK大河ドラマ、田村亮）
- 『武蔵 MUSASHI』（2003年、NHK大河ドラマ、誠直也）
- 『不滅の李舜臣』（2004年、韓国KBS大河ドラマ、チェ・ドンジュン）
- 『天地人』（2009年、NHK大河ドラマ、一岡裕人）
- 『真田丸』（2016年、NHK大河ドラマ、日野誠二）
- 『どうする家康』（2023年、NHK大河ドラマ、網川凜）
- 『豊臣兄弟!』（2026年予定、NHK大河ドラマ、佳久創）